# Љубнићи
Љубнићи су насељено мјесто у Босни и Херцеговини у Општини Илијаш које административно припада Федерацији Босне и Херцеговине. Према попису становништва из 1991. у насељу је живјело 694 становника.

## Становништво
| Националност       | 1991.        | 1981.        | 1971.        |
| Срби               | 675 (97,26%) | 609 (99,83%) | 496 (98,80%) |
| Муслимани          | 8 (1,15%)    | 0            | 0            |
| Хрвати             | 3 (0,43%)    | 0            | 1 (0,19%)    |
| Југословени        | 4 (0,57%)    | 0            | 3 (0,59%)    |
| остали и непознато | 4 (0,57%)    | 1 (0,16%)    | 2 (0,39%)    |
| Укупно             | 694          | 610          | 502          |